# 선입 선출법과 후입 선출법
선입 선출법과 후입 선출법(FIFO and LIFO accounting)은 회사가 생산 제품, 원자재, 부품, 공급 원료의 재고와 연결해야 하는 돈의 양과 관련하여 재고 및 금융 업무를 관리하기 위해 사용되는 방식이다. 이 방법들을 사용하면 재고, 자사주재매입, 또 그 밖의 다양한 회계 목적과 관련된 원가계산표의 추정치를 관리할 수 있다.

## 선입 선출법
선입 선출법(first-in, first-out, FIFO)은 가장 오래된 재고 물품이 먼저 판매된 것으로 기록되는 것을 의미하지만 정확히 가장 오래된 물건이 추적된 뒤 판매된다는 것을 반드시 의미하는 것은 아니다. 다시 말해 먼저 구매한 재고와 관련된 비용은 먼저 지출되는 비용이다. 선입 선출법과 더불어 대차대조표에 보고되는 재고의 비용은 가장 최근에 구매한 재고의 비용을 나타낸다.
아래의 예를 보자: Foo Co.는 11월 인수 순서대로 다음의 재고가 손 안에 있다:
| 상품 단위 수 | 비용 |
| ------------ | ---- |
| 100개 단위   | $50  |
| 125개 단위   | $55  |
| 75개 단위    | $59  |

Foo Co.가 11월 동안 210개 단위를 판매하면 이 기업은 최초 100개 단위와 관련된 비용으로 50달러를 지출하며 나머지 110개 단위에 대해서는 55달러를 지출한다. FIFO 하에서 11월의 총 판매 비용은 11,050 달러가 된다. 최종 재고는 다음의 방식으로 계산된다:
| 상품 단위 수     | 상품 단위 당 가격 | 전체                    |
| ---------------- | ----------------- | ----------------------- |
| 나머지 15개 단위 | $55               | $825 ($55 x 15개 단위)  |
| 75개 단위        | $59               | $4425 ($59 x 75개 단위) |
| 총합             |                   | $5250                   |

그러므로 대차대조표는 재고의 가치가 5250 달러임을 표시한다.

## 후입 선출법
후입 선출법(last-in, first-out, LIFO)은 가장 최근에 생산된 물품이 먼저 판매된 것으로 기록되는 것을 의미한다. 1970년대 이후로 일부 미국 기업들은 인플레이션 시기에 소득세를 줄일 수 있는 후입 선출법으로 전환하였다. 국제회계기준(IFRS)이 LIFO를 금지한 이후로는 많은 기업들이 FIFO로 전환하는 추세이다.
후입 선출법은 일반적으로 인정된 회계원칙(GAAP)에 의해 관할되는 미국에서만 사용된다. 내국세입법의 섹션 472는 LIFO가 어떻게 사용되는지를 지시한다.
위의 예에서 LIFO를 사용하는 기업은 최초 75개 단위와 관련된 비용 59달러를 지출하며, 추가적인 125개 단위는 55달러를 지출하고, 나머지 10개 단위는 50달러를 지출하게 된다. LIFO에서 11월 총 판매 비용은 11,800 달러로 된다. 최종 재고는 다음의 방식으로 계산된다:
| 상품 단위 수     | 상품 단위 당 가격 | 전체                    |
| ---------------- | ----------------- | ----------------------- |
| 나머지 90개 단위 | $50               | $4500 ($50 x 90개 단위) |
| 총합             |                   | $4500                   |

대차대조표는 LIFO 하에서 재고를 4500 달러로 표시한다.
선입 선출법과 후입 선출법으로 계산된 재고 비용 간 차이는 LIFO 예비금(LIFO reserve)라고 부른다. (위의 예에서 750달러임) 이 예비금은 세금 부과가 가능한 소득이 LIFO 방식을 사용하여 연기될 수 있는 금액을 나타낸다.